# Služebná organizace
Služebná organizace měla tvořit páteř hospodářského systému, který se vytvořil v raně středověkých Čechách (a později i na Moravě) okolo přemyslovských hradských center v druhé polovině 10. století a trval do konce 11. století. Podobné systémy fungovaly i v Polsku a v Uhrách. Tvůrci tohoto pojmu v českém historickém bádání byli v 60. letech 20. století Barbara Krzemieńska a Dušan Třeštík.
Podle jejich teorie bylo okolo hradských center (resp. knížecích dvorů) osazováno nesvobodné obyvatelstvo, které bylo povinováno určitou službou, resp. odevzdáváním určitého množství svých výrobků. Okolo těchto center mohly vzniknout celé osady, které byly obývány nesvobodnými specializovanými řemeslníky (služebníky), kteří svými výrobky (a službami) měli zásobovat elitní vrstvy. Přebytky pak mohli prodávat na místním trhu. Z písemných pramenů je doloženo, že vlastním prodejem mohli vydělat dostatek peněz, aby se ze svého služebného postavení mohli vykoupit, resp. za sebe koupit jiného jedince, který by převzal výrobu (službu).
Nejčastěji se jednalo o služby lovecké, vinařské, brtnické či rybářské a produkci nejrůznějších výrobků.
Doklady o existenci služebné organizace mají být kromě zmínek v písemných pramenech toponomastické. Na území Čech a Moravy existují vesnice se jmény Mlynáře, Hrnčíře, Kováry, Rybáře, Kobylníky, Ovčáry apod., které měly dostat svá jména po těchto služebnících. Problémem zůstává datace těchto osad: není dosud dostatečně doloženo, že tato sídla vznikla v druhé polovině 10. století nebo v 11. století, kdy měla služebná organizace fungovat.